# Tetsuya Saita
Tetsuya Saita (斎田哲也?, Saita Tetsuya; ...) è un ex giocatore di football americano giapponese che ha giocato come guardia.